# Сержант Бертран (альбом)
«Сержант Бертран» — пятый (третий из распространявшихся) студийный альбом свердловской рок-группы «Апрельский марш», выпущенный в 1994 как CD-диск. Название альбому дала песня, название и текст которой, в свою очередь, навеяны «случаем сержанта Бертрана». Один из самых популярных альбомов группы. Все песни, вошедшие в альбом, были подготовлены в конце 1980-х, но тогда в студии не записаны — лишь исполнялись группой на концертах (в частности, концертное исполнение песни «Сержант Бертран» в 1989 году вошло на сборник «IV фестиваль Свердловского рок-клуба»).

## История
К моменту записи альбома из группы был уволен гитарист Сергей Чернышёв. Причиной увольнения стало его неучастие на концерте в Челябинске. После чего в состав влился ветеран рок-движения в Свердловске и области Валерий Костюков, но надолго не задержался. Параллельно с уходом Костюкова группу покинул басист Сергей Елисеев, место последнего занял Сергей Амелькин. В результате на студийную работу были приглашены музыканты различных дружеских групп: Виктор Коврижных, Евгений Писак, Вадим Самойлов, Николай Петров, Николай Григорьев. На запись не явился только Самойлов, в результате чего партии гитары на предназначенных для него композициях исполнил Петров.
Заглавная песня альбома ранее записывалась для магнитоальбома «Звезда полынь», который не имел широкого распространения.
Отдельная история случилась и с обложкой альбома: первоначально на ней должен был быть изображён обнажённый женский торс с розой на причинном месте. Однако позже от этого варианта обложки пришлось отказаться — оную планировалось печатать в ОАЭ.

## Список композиций
Все тексты написаны Евгений Кормильцев, кроме «Lenin» (инструментальная пьеса) и «Падал тёплый снег» (текст — Илья Кормильцев), вся музыка написана Игорь Гришенков, кроме указанного.
| №  | Название                                                             | Музыка                      | Длительность |
| -- | -------------------------------------------------------------------- | --------------------------- | ------------ |
| 1. | «Атомная бомба»                                                      | И. Гришенков, Е. Кормильцев | 4:14         |
| 2. | «Хорошая девушка»                                                    |                             | 4:11         |
| 3. | «Lenin»                                                              |                             | 3:49         |
| 4. | «Превратности любви»                                                 | И. Гришенков, Е. Кормильцев | 3:10         |
| 5. | «Помада»                                                             |                             | 3:17         |
| 6. | «Сержант Бертран»                                                    | И. Гришенков, С. Чернышёв   | 5:09         |
| 7. | «Baby Driver»                                                        |                             | 3:14         |
| 8. | «Другая женщина»                                                     | Е. Кормильцев, С. Елисеев   | 6:43         |
| 9. | «Падал тёплый снег» (кавер-версия песни группы «Nautilus Pompilius») | В. Бутусов                  | 5:49         |

## Участники записи
- Игорь Гришенков — вокал, клавишные
- Михаил Симаков — вокал (1—2, 4—9), саксофон (4, 5, 7), мандолина(1, 7)
- Олег Кудрявцев — программирование (1—8), барабаны (4, 5)
- Сергей Елисеев — бас-гитара (1, 2, 4—8)
- Сергей Амелькин — бас-гитара
- Александр И. Плясунов — барабаны (9)
- Николай Петров — гитара (1, 4, 5, 7)
- Евгений Писак — гитара (2, 8)
- Виктор Коврижных — гитара (6)
- Николай Григорьев — гитара (9)
- Сергей Пронь — флюгельгорн (6)

### Технический персонал
- Игорь Черенков — запись
- Виктор Холян — запись, микс
- Михаил Симаков — советы и указания
- Ильдар Зиганшин — оформление альбома

Записано в 1994 году на «Студии 8», Екатеринбург.